# Каансооська сільська рада
Ка́ансооська сільська рада (ест. Kaansoo külanõukogu, рос. Каансооский сельский совет) — сільська рада в Естонській РСР, адміністративно-територіальна одиниця в складі повіту Вільяндімаа (1945—1950) та Сууре-Яаніського району (1950—1959).

## Населені пункти
Адміністративний центр — село Каансоо, що розташовувалося на відстані 19,7 км на захід від районного центру міста Сууре-Яані.
Сільській раді підпорядковувалися села: Каансоо (Kaansoo), Леетва (Leetva), Алт-Каансоо (Alt-Kaansoo), Пярассааре (Pärassaare), Кінґато (Kingato), Коотсі (Kootsi), Кар'яссоо (Karjassoo), Лепакозе (Lepakose).
Землями, що належали сільраді, користувалися колгоспи «Калевіпоеґ», «Ранок» («Hommik»), «Койдула».

## Історія
13 вересня 1945 року на території волості Таевере у Вільяндіському повіті утворена Каансооська сільська рада з центром у селі Каансоо.
26 вересня 1950 року, після скасування в Естонській РСР повітового та волосного поділу, сільська рада ввійшла до складу новоутвореного Сууре-Яаніського сільського району.
24 січня 1959 року разом зі скасуванням Сууре-Яаніського району ліквідована Каансооська сільська рада. Її територія поділена між сусідніми сільрадами:
- Ар'яндіська сільрада Вільяндіського району — землекористування колгоспу «Калевіпоеґ»;
- Аесооська сільрада Вяндраського району — землекористування колгоспу «Ранок»;
- Риузаська сільрада Вяндраського району — землекористування колгоспу «Койдула».